# Nadeshda Brennicke
Nadeshda Brennicke, nata Nadja Therésa Richter (Friburgo in Brisgovia, 21 aprile 1973), è un'attrice tedesca.

## Filmografia parziale

### Cinema
- Manta - Der Film, regia di Peter Timm (1991)
- Workaholic, regia di Sharon von Wietersheim (1996)
- Curiosity & the Cat, regia di Christian Alvart (1999)
- Kanak Attack, regia di Lars Becker (2000)
- Tattoo, regia di Robert Schwentke (2002)
- Gate to Heaven, regia di Veit Helmer (2003)
- Il truffatore - The C(r)ook (C(r)ook), regia di Pepe Danquart (2004)
- Die Bluthochzeit, regia di Dominique Deruddere (2005)
- Antikörper, regia di Christian Alvart (2005)
- 8:28 (8 Uhr 28), regia di Christian Alvart (2010)
- Dampfnudelblues, regia di Ed Herzog (2013)
- Banklady, regia di Christian Alvart (2013)
- Quatsch und die Nasenbärbande, regia di Veit Helmer (2014)
- Anna Fucking Molnar, regia di Sabine Derflinger (2017)
- Wendy 2 - Amici per sempre (Wendy 2 - Freundschaft für immer), regia di Hanno Olderdissen (2018)

### Televisione
- Die Beischlafdiebin - film TV (1998)
- Die Straßen von Berlin - serie TV, 15 episodi (1998-2000)
- The Phantom (Das Phantom) - film TV (2000)
- Hotte im Paradies - film TV (2002)
- Un cane per Natale (Der Weihnachtshund) - film TV (2004)
- Luci d'estate (Sommerlicht) - film TV (2011)
- I misteri di Villa Sabrini (Das Geheimnis der Villa Sabrini) - film TV (2012)
- Add a Friend - serie TV, 7 episodi (2013)
- The Team - serie TV, 8 episodi (2015)
- Squadra Omicidi Istanbul (Mordkommission Istanbul) - serie TV, 3 episodi (2009-2018)
- Das Geheimnis des Totenwaldes - miniserie TV, 6 episodi (2020)
- Tatort - serie TV, 10 episodi (1996-2022)